# Rhodium natif
Le rhodium natif est une espèce minérale naturelle, corps simple métallique très rare, de formule chimique (Rh,Pt), correspondant principalement à l'élément chimique rhodium noté Rh. Le rhodium appartient à la classe minéralogique des éléments natifs, en particulier il s'agit d'un métal natif. Il est presque toujours associé intimement à des teneurs appréciables (de l'ordre du quart) au platine, mais aussi à des teneurs nettement plus faibles d'autres platinoïdes comme l'iridium, l'osmium, le ruthénium... 
Il se présente le plus communément en paillettes et micrograins dans des concentrés minéraux en milieu ultrabasique intrusif, opaques à éclat métallique blanc argent, avec les minerais platinifères, de même que dans les principaux placers fluviaux ou marins, actuels ou fossiles, de platine natif. 

## Historique de la description et de l'appellation
Le topotype est représenté par les mines et placers du champ minier du comté de Stillwater étendu au comté de Nye dans le Montana, aux États-Unis.
Ce n'est qu'en 1974 que l'association internationale de minéralogie admet cette espèce platinoïde, initialement à 57 pour cent de rhodium et 43 pour cent de platine. 
L'élément, quelques composés roses et le corps simple métallique dur et brillant, couleur d'argent, sont connus et dénommés depuis 1803 par les travaux du médecin britannique, chimiste et physicien, Wollaston sur le platine natif de Colombie. L'élément rhodium, aux propriétés très similaires au platine, a été mis en évidence avec l'élément palladium.

## Cristallographie et cristallochimie
La maille de son système cristallin est cubique à faces centrées. 
Le minéral fait partie en troisième position du groupe du platine, rassemblant des éléments natifs métalliques dit platinoïdes au sens chimique mais de même groupe de symétrie. Il s'agit de l'iridium natif et du palladium natif, et en premier lieu du platine natif selon la classification de Dana ou dans la classification de Strunz.

## Propriétés physiques et chimiques, toxicologie
Ce métal blanc argenté métallique de la famille des "platinoïdes légers" avec le ruthénium et le palladium est modérément dense. 
Chauffé au rouge vif vers 600 °C, il se forme rapidement à sa surface le dioxyde de rhodium Rh2O3, corps chimique solide instable à partir de 2 000 °C. 
Il s'agit d'un métal, bon conducteur de la chaleur et de l'électricité. Le pouvoir réflecteur est élevé, il s'approche de la reflectance lumineuse de l'argent natif tout en lui étant inférieure. Il montre une grande résistance à la corrosion.
Ce corps simple métal blanc argent est insoluble dans les alcalis et les acides forts, à l'exception de l'eau régale et de l'acide sulfurique s'il est divisé.
Ses alliages avec le platine, l'iridium et le palladium présente une grande dureté recherchée. 
Il présente des propriétés catalytiques assez similaires au platine. Divisé, il est un agent catalytique, mais aussi en phase homogène, il le demeure par exemple pour l'hydrogénation des alcènes.

### Analyse, distinction
La détection chimique, par attaque chimique, peut être coûteuse et laborieuse. Les méthodes de caractérisations physiques sont plus pertinentes, par exemple par spectres d'émission UV ou par fluorescence X. dans ce dernier cas, la composition d'une alliage de platinoïdes peut être connu à 0,001 % près.

## Gîtologie, occurrences et gisements
Il apparaît le plus souvent dans les gîtes associés aux roches magmatiques éruptives ultrabasiques.
Ce sont des roches (ultra)mafiques, c'est-à-dire des roches basiques à ultrabasiques, qui livrent quelques échantillons microscopiques inclus de rhodium natif. Ainsi dans les chromites
Après érosion des gisements, ces fins morceaux et particules se retrouvent avec le sable des placers. Les placers des rivières aux sables potentiellement aurifères ou platinifères dévoilent quelques micropaillettes. 
Dans le minerai de nickel notamment à base de pentlandite, du bassin de Sudbury, exploité en Ontario, divers platinoïdes sont disséminés à des teneurs faibles mais assez intéressantes à récupérer au cours des étapes du traitements, le platine est estimé à 35 g/tonne de minerai, le palladium à 29 g/tonne de minerai alors que le rhodium n'atteint que 3 g/t, le ruthénium 1,4 g/t et l'iridium 0,7 g/tonne de minerai.
Minéraux associés : métaux natifs, chromite, alliage à base de Pt (syssertskite, newjanskite), alliage à base de Ru, sperrylite PtAs2, coopérite PtS.

### Gisements relativement abondants ou caractéristiques
- Afrique du Sud

Bushveld ou Bushvoeld Complex, Province Limpopo
Brits district, Maricana, Rustenburg... Province du Nord-Ouest
- Australie

comté de Rous en Nouvelle-Galles du Sud
Roseberry district, Tasmanie
- Chine

Province autonome du Tibet
- États-Unis

Salmon river, Goodnews Bay, Alaska
Caroline du Nord
Stillwater complex, Montana
- Russie

District aurifère de la Léna, oblast Irkutskaya, dans les régions orientales de Sibérie
- Suède

Mine Kleva, Smaland

## Usages
Un échantillon de roche incluant du rhodium natif peut être objet et pièce de collection.
Mais le rhodium commercial est essentiellement un produit de récupération de divers traitements de minerais de fer, de cuivre, de nickel et de chrome.
Il s'agit d'un métal relativement précieux par sa rareté et ses usages restent assez variés, à l'instar de ceux des platinoïdes. Le rhodium peut servir dans la joaillerie, à la fabrication de revêtement de miroirs astronomiques ou de projecteurs de cinéma, comme composant de pyromètre de précision ou thermocouple, mais aussi comme catalyseurs. Le rhodium est employé en galvanisation de l'argenterie par procédé d'électrochimie, qui évite le ternissement
Ses alliages avec le platine et le palladium sont durs et résistants. Ils servent également en bijouterie, à la confection d'outillages de laboratoire comme des pinces ou des creusets, d'électrodes, de contacts électriques, de bougies de moteurs d'avions, de revêtement de miroirs (astronomiques). Ils jouent sous forme de dispersion ultrafine un rôle de catalyseurs, par exemple dans les pots catalytiques des automobiles.